# Kościół św. Katarzyny i Najświętszego Serca Jezusowego w Koszutach
Kościół świętej Katarzyny i Najświętszego Serca Jezusowego w Koszutach – rzymskokatolicki kościół parafialny należący do parafii pod tym samym wezwaniem (dekanat kórnicki archidiecezji poznańskiej).
Kamień węgielny pod budowę świątyni został poświęcony w dniu 19 września 1926 roku. W dniu 13 lipca 1930 roku biskup sufragan poznański Walenty Dymek konsekrował kościół, dodając jemu także, popularny w okresie II Rzeczypospolitej, tytuł Najświętszego Serca Jezusowego. Podczas okupacji hitlerowskiej świątynia została przekształcona na magazyn wojskowy, przez co uległa poważnej dewastacji. Jej remontem zajął się pierwszy powojenny proboszcz, ksiądz Józef Grzesiek (1908-1970), administrujący parafią w latach 1945-1946. Z dniem 1 lipca 1958 roku parafię objął ksiądz Zygmunt Surdyk (1913-1988), który dokończył remont świątyni oraz bardzo wzbogacił jej wyposażenie i wystrój wewnętrzny. W 2000 roku została wyremontowana wieża kościoła, m.in. została wymieniona blacha cynkowa na dachu hełmowym. Dodatkowo dzięki staraniom księdza Zenona Nowackiego został wykonany gruntowny remont wnętrza kościoła, polegający na wymianie tynków oraz wykonaniu instalacji odprowadzającej nadmiar wilgoci z świątyni.